# Đường về nhà (phim 2002)
The Way Home (tiếng Hàn: 집으로...; Romaja: Jibeuro..., tên tiếng Việt: Đường về nhà) là một bộ phim năm 2002 do Lee Jeong-hyang viết kịch bản và đạo diễn. Phim kể về câu chuyện ấm áp về một người bà và đứa cháu trai sống ở thành phố đến sống với bà ở một ngôi làng nông thôn. Bộ phim, trong đó nhắc nhở thế hệ trẻ của tình yêu vô điều kiện và chăm sóc những người già đã hy sinh quên mình, đã giành giải Hàn Quốc tương đương với giải Oscar cho phim xuất sắc nhất và kịch bản. Đây là bộ phim nội địa có doanh thu cao thứ hai ở Hàn Quốc vào năm 2002. Nó được Paramount phát hành trên DVD, với phụ đề tiếng Anh, vào năm 2003.
Phim nằm trong Danh sách phim có doanh thu cao nhất Hàn Quốc với 4.091.000 lượt xem trên toàn quốc gia này.

## Nội dung
Sang-woo là một cậu bé hiếu động và ngỗ nghịch, sống ở thủ đô Seoul. Sau khi cha mẹ ly hôn, Sang-woo và mẹ cậu ấy chuyển về sống với bà ngoại (lúc này tóc đã bạc trắng và bị câm, bà ấy sống ở một miền quê ở tỉnh Gangwon). Ngay khi đến nơi, Sang-woo đã bị sốc với những gì hiện ra trước mắt: căn nhà gỗ lụp xụp, cái tivi bị rè, không có nhà hàng gà rán, không có hamburger.. chỉ có bà ngoại đã già và chậm chạp, không thể vui đùa cùng cháu. Quá bối rối, Sang-woo bắt đầu tỏ ra phản kháng, phá phách. Cậu ấy bày ra đủ thứ trò nghịch ngợm để châm chọc bà mình.
Trong khi đó, bà ngoại đáng thương lại không thể kể chuyện cổ tích cho cháu, không đủ sức khỏe để chơi cùng cháu, không có nhiều tiền để mua đồ chơi, đồ ăn ngon cho cháu... Bà chỉ có tấm lòng thương cháu, chỉ biết ân cần, tỉ mỉ chăm sóc và có thể chịu đựng những trò trẻ con của nó.
Khi Sang-woo đói bụng và đòi "gà rán", bà đã âm thầm nhặt nhạnh những món đồ quê lặn lội ra chợ đổi lấy con gà về... luộc cho cháu ăn. Nửa đêm khi Sang-woo bị "Tào Tháo rượt", bà lại lẽo đẽo theo cháu ra tận nhà xí và ngồi cạnh bên trông chừng... Cứ thế, bằng sự nhẫn nại của mình, bà đã lắng nghe và "đọc" được Sang-woo. Để rồi, trái tim thơ trẻ của cậu bé ngỗ nghịch bắt đầu rung động và òa khóc...

## Diễn viên

### Chính
- Kim Eul-boon vai Bà ngoại
- Yoo Seung-ho vai Sang-woo

### Phụ
- Dong Hyo-hee vai mẹ của Sang-woo
- Min Kyung-hyun vai Cheol-yi, hàng xóm vủa người bà
- Im Eun-kyung vai Hae-yeon